# SPRR2E
SPRR2E (англ. Small proline rich protein 2E) – білок, який кодується однойменним геном, розташованим у людей на 1-й хромосомі. Довжина поліпептидного ланцюга білка становить 72 амінокислот, а молекулярна маса — 7 855.
| 10         |  | 20         |  | 30         |  | 40         |  | 50         |
| ---------- |  | ---------- |  | ---------- |  | ---------- |  | ---------- |
| MSYQQQQCKQ |  | PCQPPPVCPT |  | PKCPEPCPPP |  | KCPEPCPPPK |  | CPQPCPPQQC |
| QQKCPPVTPS |  | PPCQPKCPPK |  | SK         |  |            |  |            |

C: Цистеїн

E: Глутамінова кислота

K: Лізин

M: Метіонін

P: Пролін

Q: Глутамін

S: Серин

T: Треонін

V: Валін

Задіяний у такому біологічному процесі, як кератинізація. 
Локалізований у цитоплазмі.